# Wolfgang Feneberg
Wolfgang Feneberg, né le 31 mai 1935 et décédé le 8 mars 2018 à Nuremberg (Allemagne), est un théologien luthérien protestant, exégète du Nouveau Testament. Catholique et jésuite jusqu'en 1990, il se convertit au protestantisme et devient pasteur de l'Église évangélique luthérienne de Bavière et professeur. 
Feneberg est le fondateur de la "Bibelschule in Israel".

## Éléments de biographie
Entré chez les jésuites en 1958, il y suit la formation spirituelle initiale. Ensuite, après des études de philosophie et de théologie catholique, Feneberg poursuit un doctorat en théologie du Nouveau Testament. Il obtient le diplôme de pédagogie Magister (Mag. Ped.).

## Travaux académiques
En 1977, Feneberg commence son enseignement comme professeur d'"Introduction et exégèse du Nouveau Testament" à l'École supérieure de philosophie de Munich. Après avoir quitté l'ordre des jésuites, en 1990, il œuvre comme pasteur bénévole dans l'Église protestante luthérienne en Bavière, continue dans des écoles bibliques à l'Université d'Erlangen-Nuremberg, à l'Université allemande d'Arménie (professeur de Nouveau Testament et d'études juives), et comme vice-président et président de l'Académie Saint-Paul.
Il a publié sur divers thèmes de la théologie du Nouveau Testament et de la spiritualité ignatienne, et a été actif dans l'accompagnement de retraites et la direction spirituelle.

## Publications
- (de) Der Markusprolog; Studien zur Formbestimmung des Evangeliums, vol. 36, Munich, Kösel-Verlag, coll. « Studien zum Alten und Neuen Testament », 1974 (ISBN 9783466253364, OCLC 1152014)
- (de) Jesus, der nahe Unbekannte, Munich, Kösel-Verlag, 1990 (ISBN 9783466203178, OCLC 65388158)
- (de) Mystik und Politik Jesu: ein Kommentar zu Johannes 1-12 im Gespräch der Religionen, Stuttgart, Verlag Kath. Bibelwerk, 2004 (ISBN 9783460331679, OCLC 248794501)